# 布萊恩·德里斯科爾
布萊恩·德里斯科爾（英語：Brian Driscoll，1979年/1980年—）是一名美國執法官員，曾於2025年1月20日至2月21日擔任聯邦調查局（FBI）代理局長。他於2007年起擔任FBI特別探員。德里斯科爾是FBI英勇勳章和FBI英勇盾牌的得主。

## 早年生活和教育
德里斯科爾擁有維拉諾瓦大學的英語學士學位，以及佩珀代因大學的公共政策與國際關係碩士學位。在加入FBI之前，他是美國海軍犯罪調查局（NCIS）的特別探員。

## FBI生涯
2007年，德里斯科爾加入聯邦調查局（FBI）擔任特別探員。他先被派往紐約外地辦事處，從事有組織犯罪方面的工作，後來成為特種武器及戰術部隊的成員。2011年，他被選入該機構的精銳戰術部隊人質救援隊，在藍色中隊服役。德里斯科爾曾參與兩次著名的突擊行動。2013年，他的部隊被派往阿拉巴馬州，並成功拯救了一名在地堡中被挾持為人質的五歲男童。兩年後，他與三角洲部隊一起參加了敘利亞的突襲行動，參與拯救被伊斯蘭國擄作人質的凱拉·米勒。該行動導致一名伊斯蘭國高級官員被殲滅，他的妻子也被捕獲。
德里斯科爾於2019年返回紐約，擔任督導級特別探員，負責建立並領導兩個聯合專案小組，涉及暴力犯罪、剝削兒童和人口販運。2020年，德里斯科爾被調往紐約聯合反恐特遣部隊，領導北非國際恐怖主義調查小組。德里斯科爾後來晉升為紐約聯合反恐特遣部隊域外反恐分部的助理特工主管。他於2022年晉升為人質救援隊隊長和重大事件響應組的戰術科科長。

### FBI代理局長
2024年總統選舉之後，川普交接團隊要求德里斯科爾在羅伯特·基桑署理局長之下擔任聯邦調查局副局長。然而，在唐納·川普於2025年1月就職後，德里斯科爾成為聯邦調查局的代理局長，因為白宮網站「錯誤地將」他列為代理局長，而將基桑列為副局長。據《華爾街日報》報導，「這兩人不但沒有修正錯誤，反而交換了他們在聯邦調查局的臨時角色。」
2025年1月31日，作為被媒體廣泛描述為第二次川普政府下聯邦執法官員「大清洗」的大規模解僱計劃的一部分，德里斯科爾領導的FBI受命解雇八名高級主管，並編製一份可能涉及與川普密切相關的國會山莊騷亂相關調查的其他數千名員工的名單。德里斯科爾表示，這類員工的名單包括他本人和代理副局長基桑。這項命令來自埃米爾·博夫，他曾是川普的刑事辯護律師，後來成為川普政府的司法部代理副部長。德里斯科爾拒絕贊同清洗探員的努力，並予以強烈反擊，「以至於一些FBI官員擔心他會被解僱。」德里斯科爾在FBI人員中廣泛流傳的中受到讚揚。
他被一些FBI探員親切地稱為「Drizz」，因為他在一些FBI探員中被視為「機構的捍衛者」。